# 不動院 (足立区南花畑)
不動院（ふどういん）は、東京都足立区にある真言宗豊山派の寺院。

## 歴史
1054年（天喜2年）、源範僧都によって開山された。江戸時代初期に秀賀僧都によって中興された。かつては西新井大師総持寺を本寺としていたが、1939年（昭和14年）に真言宗豊山派本山の長谷寺を本寺とした。
本尊は薬師如来であり、江戸時代から秘仏となっている。
境内には、「矢納弁財天」がある。神体は弘法大師空海の作と伝えられている。源義光は後三年の役の戦勝祈願を行い、成就したことから矢を納めたという。これが「矢納弁財天」の名の由来となっている。

## 交通アクセス
- 六町駅より徒歩14分。